# 金恰基
49°6′23″N 24°55′57″E / 49.10639°N 24.93250°E
金恰基（羅馬化：Kinchaky）是烏克蘭西部的村莊，隸屬伊萬諾-弗蘭科夫斯克州的伊萬諾-弗蘭科夫斯克區。該村始建於1435年，面積15.01平方公里，海拔高度252米，2023年人口425，人口密度每平方公里34人。